# Puente Blagoveschenski
El puente Blagoveschenski (nombre actual en ruso: Благовещенский мост - Blagoveschenski most; Puente de la Anunciación; de 1855 a 1918 Puente Nikolaievski, Николаевский мост; y de 1918 a 2007 llamado Puente del Teniente Schmidt, Мост Лейтенанта Шмидта) es el primer puente permanente construido a través del río Nevá en San Petersburgo, Rusia. Conecta la isla Vasílievski y la parte central de la ciudad (el Distrito de Admiralteysky). La longitud del puente es de 331 metros y el ancho original de 24 metros fue ampliado en 2007 a 37 metros.

## Historia
El nombre original del puente era puente Nevsky, aunque más adelante pasó a llamarse puente Blagoveschenski. Después de la muerte de Nicolás I de Rusia, fue nombrado puente Nikolaievski en su honor, y en 1918 pasó a llamarse Teniente Schmidt.
En 1727 se construyó un puente temporal en la ubicación del puente moderno. El lugar fue elegido por Menshikov, cuyo palacio está ubicado en la orilla opuesta. Este puente, llamado Issakievski, existió hasta que se construyó el puente actual, momento en el que se trasladó a la ubicación donde se encuentra el puente del Palacio hoy en día.

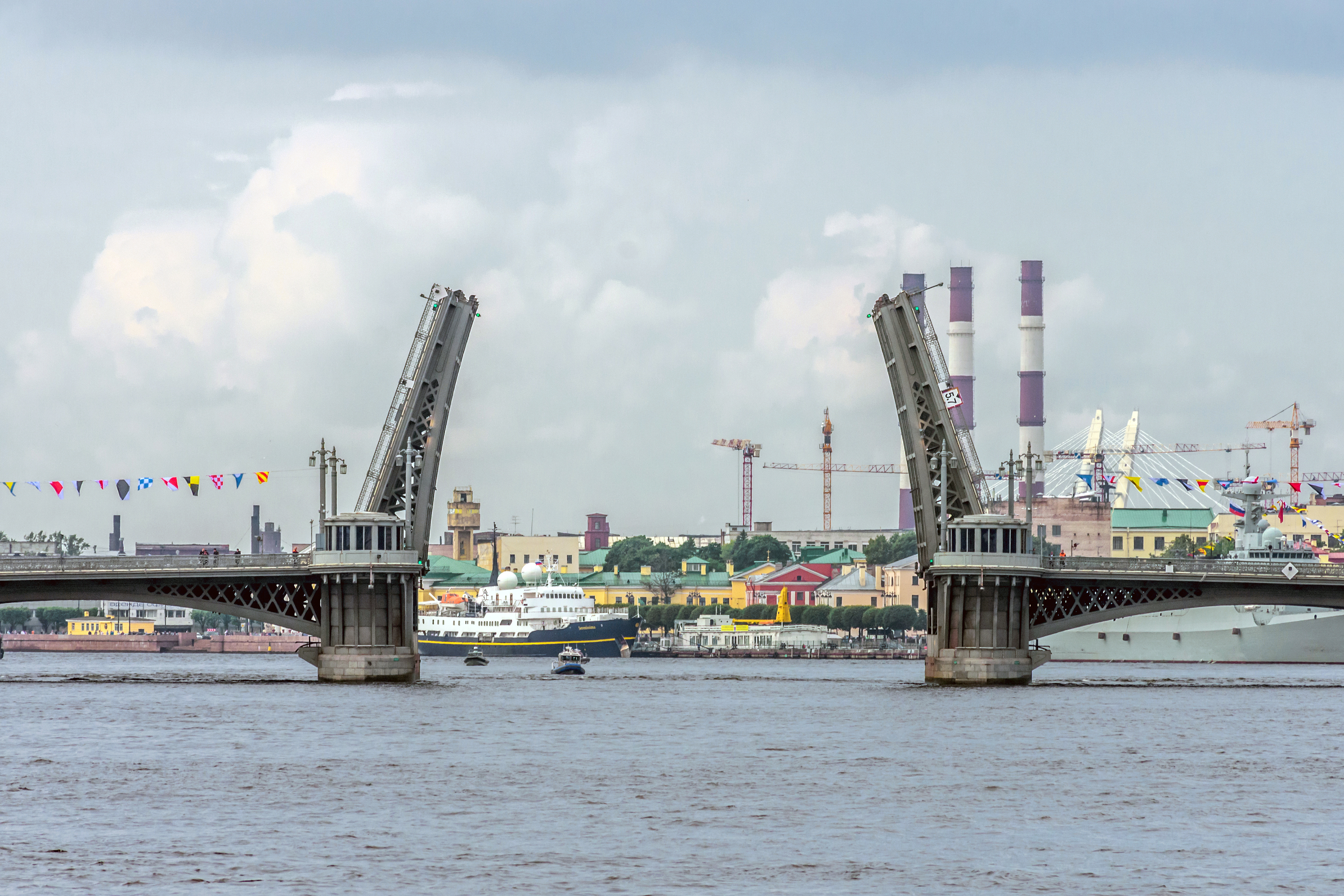
Puente Blagoveschenski con el vano central abierto

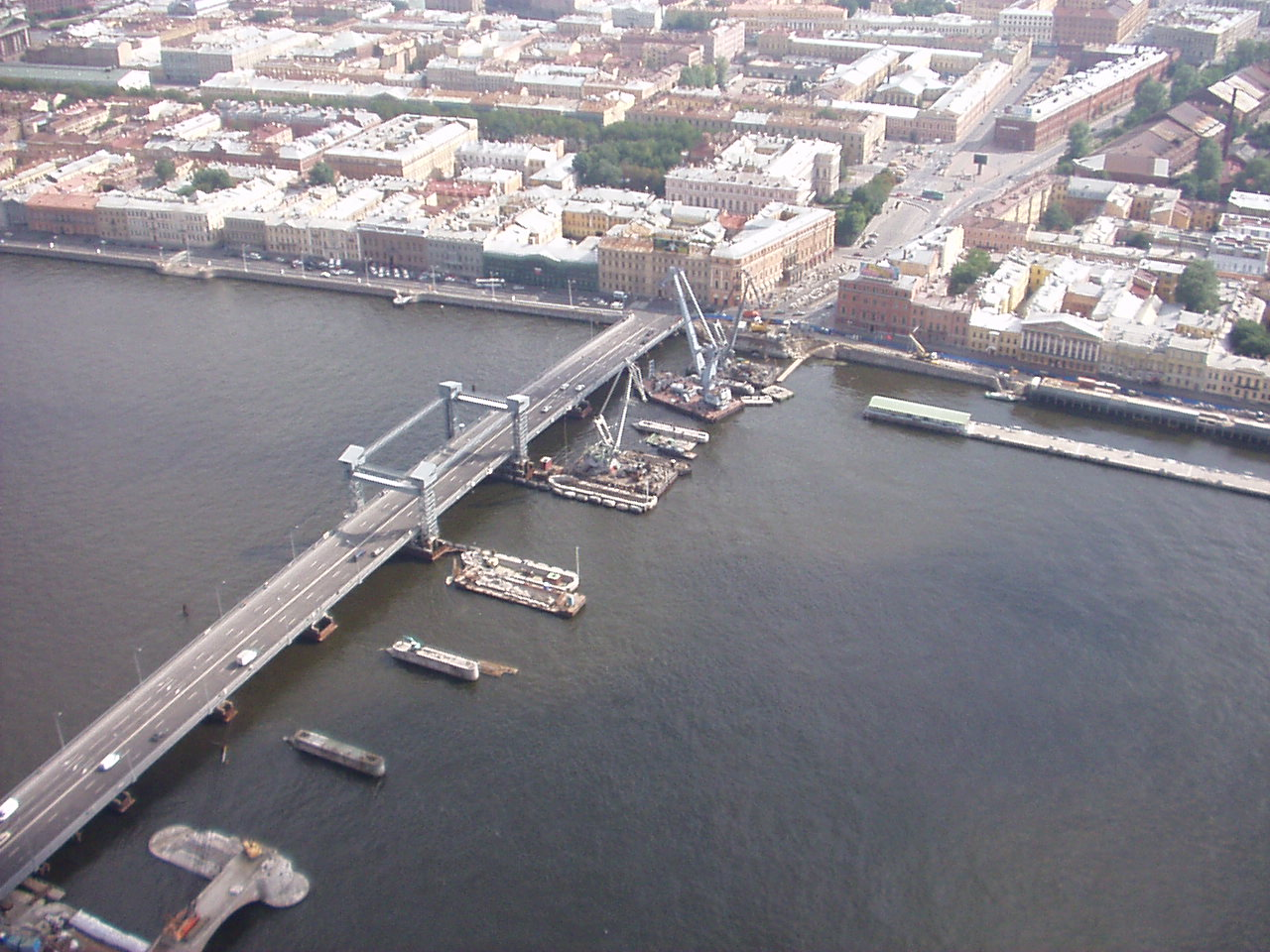
Puente temporal próximo al desmantelado puente del Teniente Schmidt

El puente fue construido en 1843-1850. Diseñado por Stanisław Kierbedź, un ingeniero polaco que trabaja en Rusia, el arquitecto Aleksandr Briulov participó en su decoración. El diseño era un puente giratorio de fundición de hierro con secciones gemelas paralelas en su extremo norte. En ese momento, era el puente más largo de Europa. Según la leyenda, el Zar ruso, Nicolás I prometió a Kierbedź ascenderle un puesto militar por cada vano completado. Después de terminar el puente con ocho tramos en total, Kierbedź fue promovido al rango de general, pero en realidad cuando comenzó la construcción ya tenía un rango de podpolkovnik (es decir, teniente coronel).
El puente se abrió formalmente el 12 de noviembre de 1850. Como estaba cerca de la Plaza Blagoveshchenskaya (Anunciación), se llamó Puente Blagoveschenski. En 1855 pasó a llamarse Puente Nikolaievski en memoria del zar Nicolás I. En 1918, después de la revolución rusa, se renombró nuevamente, esta vez en memoria de Piotr Schmidt, un líder del levantamiento de Sebastopol durante la revolución rusa de 1905.
En 2006 comenzó una reconstrucción del puente. Dado que iba a estar completamente cerrado al tráfico durante más de un año, se construyó un puente temporal entre septiembre de 2005 y mayo de 2006. Durante la reconstrucción, todo el tráfico, tanto peatonal como motorizado, se movió a través del puente provisional. En mayo de 2006, el puente del Teniente Schmidt se cerró al tráfico, y comenzó el desmantelamiento de los tramos, y luego, de los soportes del puente. La reconstrucción se completó el 15 de agosto de 2007, poco más de dos años después de que comenzaron los trabajos. Durante la reconstrucción, la cubierta se amplió de 24 a 37 metros de anchura.
Después de la reconstrucción, el puente pasó a llamarse de nuevo Puente Blagoveschenski.